# Lioré et Olivier LeO 21
Lioré et Olivier LéO 21 là một loại máy bay chở khách hai tầng cánh và sau dùng làm máy bay vận tải quân sự, dựa trên loại máy bay ném bom bay đêm LéO 20 trước đó.

## Biến thể
LeO 21
LeO 21S
LeO 211
LeO 212
LeO 213
LeO 214

## Quốc gia sử dụng
Pháp
- Air Union
- Không quân Pháp

 Cộng hòa Tây Ban Nha
- Không quân Cộng hòa Tây Ban Nha - Lioré et Olivier 213

## Tính năng kỹ chiến thuật (LeO 214)
Dữ liệu lấy từ 
Đặc điểm tổng quát
- Kíp lái: 1
- Sức chứa: 14 lính
- Chiều dài: 15.55 m (51 ft 0¼ in)
- Sải cánh: 23.03 m (75 ft 6¾ in)
- Chiều cao: 4.50 m (14 ft 9¼ in)
- Diện tích cánh: 108 m2 (1162.54 ft2)
- Trọng lượng rỗng: 3440 kg (7584 lb)
- Trọng lượng có tải: 5700 kg (12566 lb)
- Powerplant: 2 × Renault 12Ja, 336 kW (450 hp) mỗi chiêc

Hiệu suất bay
- Vận tốc cực đại: 190 km/h (118 mph)
- Tầm bay: 560 km (348 dặm)
- Trần bay: 4500 m (14765 ft)